# Murray Guy Gallery
Die Murray Guy Gallery (kurz: Murray Guy) ist eine Galerie für Zeitgenössische Bildende Kunst in New York am Westufer Manhattans in Chelsea, 453 West 17th Street. Die Galerie wurde 1998 von den Eigentümerinnen Margaret Murray und Janice Guy gegründet. Darin werden Fotografien,  Videos, Skulpturen, Zeichnungen, Gemälde, Kompositionen und Literatur zu den aufgezählten Branchen präsentiert.
Die 1953 in Deutschland geborene US-amerikanische Fotografin Janice Guy erlernte ihr Handwerk in den 1970er Jahren bei Bernd und Hilla Becher an der Kunstakademie Düsseldorf und studierte an der Loughborough University sowie an der University of Sunderland das Fach Kunst und Design.
In der Galerie wirken noch der Kustos Sonel Breslav und die Fotografin Fabiana Viso. Die 1981 in Caracas geborene Fabiana Viso ist Absolventin des Maryland Institute College of Art.

## Künstler bei Murray Guy 2004 bis 2016 (Auswahl)
Foto: An-My Lê, Barbara Probst, Beat Streuli, Joerg Zboralski, Zoe Leonard, Claire Pentecost, David Thorpe, Walid Raad, Sarah Charlesworth.
Multimedia: Matthew Buckingham, Moyra Davey, Patricia Esquivias, Ann Lislegaard, Rosalind Nashashibi, Graham Fagen, Kota Ezawa (geb. 1969 in Köln), Sharon Hayes, Ellie Ga (geb. 1976 in New York City).
Skulptur: Francis Cape (geb. 1952 in Lissabon), Lucy Skaer, Stefan Löffelhardt.
Gemälde: Leidy Churchman (geb. 1979, lebt in New York City).
Komposition (Musik): Serge Tcherepnin, Mark So.
Literatur: Matthew Higgs, Alejandro Cesarco (geb. 1975 in Montevideo).

## Pressestimmen
- 12. Dezember 2003: Matthew Buckingham (englisch),
- 12. Oktober 2012: Zoe Leonard (englisch),
- 25. Juli 2013: Francis Cape (englisch),
- 22. November 2013: Barbara Probst (englisch),
- 2. März 2014: Alejandro Cesarco, Sarah Charlesworth, Ellie Ga, Sharon Hayes, Walid Raad, Lucy Skaer (englisch).